# クロロプレンゴム
クロロプレンゴム（polychloroprene）とは、英語名のpolychloropreneが示すように、クロロプレンを重合させて得られる合成ゴムである。なお、polyとは「多数の」といった意味である。略称はCR。chloroと付く事からも判るように、構造中に塩素を含む高分子化合物である。

## 性質

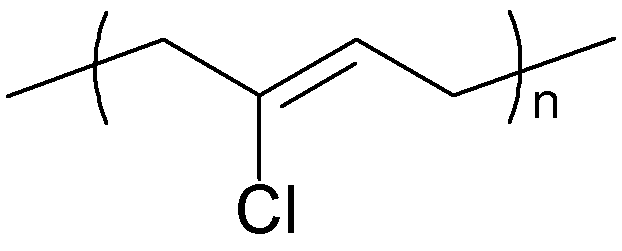
クロロプレンゴムの化学構造の単位。この構造が繰り返され、高分子を形成している。C=C二重結合の場所がtrans体だと見て取れる。

クロロプレンゴムは2-クロロ-1,3-ブタジエンの重合体である。ゴムには炭素同士の二重結合が含まれる例が目立つ。ほとんどのゴムが二重結合の場所がcis体が主たる構造なのに対し、クロロプレンゴムではtrans体を取っている。
天然ゴムと比べると、クロロプレンゴムの方が耐候性、耐熱性、耐油性、耐薬品性に優れており、加工も容易である。クロロと付くことからも判るように、クロロプレンゴムは有機塩素化合物であり、不適切に燃焼させるとダイオキシン類の発生原因になるため、廃棄の際は適切な処理が求められる。

## 歴史
クロロプレンゴムは1931年に、アメリカ合衆国のデュポン社のウォーレス・カロザースが開発し、翌1932年から製造を始めた。世界初のクロロプレンゴムは、ネオプレン (Neoprene)の商品名で発売された。日本ではデュポン社の製法特許への抵触回避の研究のため工業的な生産は遅れ、基本特許を利用する方法で1938年に東京芝浦電気が生産量500 kg/月の試験設備を稼働させたが、1945年3月の空襲で焼失した。同時期に日本タイヤや日本カーバイド工業が相次いで工業生産に着手した。

## 工業的製法
モノマー製造法（アセチレン法）
アセチレンを2量化して得られるモノビニルアセチレンに塩酸を付加する。
ブタジエン法
ブタジエンを塩素化,異性化して得られる3,4-ジクロルブテン-1 をアルカリ脱塩酸する。
石油製品の1つとして製造可能だが、コークスから炭化カルシウム経由で製造する方法もある。
工業用のホース、靴底、梱包材、窓枠の気密部品、ウェットスーツ、Oリングなどに使用されてきた。